# 懷茨堡 (喬治亞州)
懷茨堡（英語：Whitesburg）是一個位於美國喬治亞州卡洛爾縣的城鎮。

## 地理
懷茨堡的座標為33°29′36″N 84°54′49″W / 33.49333°N 84.91361°W，而該地的平均海拔高度為258米（即846英尺）。

## 人口
根據2010年美國人口普查的數據，懷茨堡的面積為7.30平方千米，當中陸地面積為7.20平方千米，而水域面積為0.10平方千米。當地共有人口588人，而人口密度為每平方千米81人。